# FranconoWest
Die FranconoWest AG ist eine Investmentgesellschaft, welche sich auf das Investment in Wohnimmobilien spezialisiert hat. Das Tochterunternehmen der Franconofurt vollzog zum 13. November 2007 einen Börsengang an den Prime Standard der Frankfurter Wertpapierbörse, wobei Franconofurt aber weiterhin mit mindestens 50 Prozent an dem Unternehmen beteiligt bleiben sollte.
Die Aktien der Minderheitsaktionäre sind später gegen eine Barabfindung von 1,33 Euro je Stückaktie auf den Haupteigentümer TAG Immobilien AG übertragen worden, wie bereits im August auf einer Hauptversammlung beschlossen wurde. Damit ist die TAG nun alleinige Eigentümerin. Offiziell ist die Börsennotierung der FranconoWest am 27. Oktober 2011 eingestellt worden.

## Geschichte
Das Unternehmen wurde in Frankfurt am Main am 1. Oktober 2001 als FRIMAG Erste Vermögensverwaltungsgesellschaft mbH gegründet. Zum 20. Juni 2006 wechselte das Unternehmen in die Rechtsform der Aktiengesellschaft und änderte dabei seine Firma in FranconoInvest AG. Am 17. Oktober desselben Jahres erfolgte erneut eine Umfirmierung; in FranconoWest AG. Zum 12. Januar 2007 verlegte das Unternehmen seinen Sitz von Frankfurt nach Düsseldorf.
Am 11. November 2007 wurden die Stücke des IPO zu 1,80 € am unteren Ende der Bookbuilding-Spanne von 1,80 € bis 2,20 € ausgegeben. Die Erstnotiz lag bereits darunter.
Am 2. Juli 2009 hat der Vorstand der FranconoWest AG aufgrund der Ermächtigung der Hauptversammlung vom 20. Mai 2009 beschlossen, im Zuge eines öffentlichen Angebots bis zu 10.000.000 Stückaktien der Gesellschaft zu erwerben.
Der Ausgabekurs wurde bis zur Einstellung der Notierung am 28. November 2011 nicht mehr erreicht. In Folge des erwähnten Angebotes kam es zu einer gerichtlichen Auseinandersetzung in deren Ergebnis der von Landgericht Düsseldorf bestellte Gutachter bezüglich des Squeeze Out der freien Aktionäre einen Stückwert von 1,10 € errechnete, so dass die Aktionäre mit dem letzten Gebot von 1,33 € gerichtsfest abgefunden werden konnten.